# Човек без пътеводна звезда
„Човек без пътеводна звезда“ (на английски: Man Without a Star) е американски уестърн филм от 1955 годинана режисьора Кинг Видор с участието на Кърк Дъглас.

## Сюжет
Демпси Рей е човек без никаква ясна цел в живота си, който отдавна е загубил пътеводната си звезда. Съдбата го довежда в малко селище, в което колонистите се борят за оцеляване, стараейки се да запазят част от пасищата от безскрупулната собственица на огромни стада Ред Боуман. Последната не подбира никакви средства, за да го направи своя дясна ръка, която да се бори в нейна полза площите да не бъдат ограждани с бодлива тел. Демпси, криейки защо не харесва този способ на съхранение на площите, застава срещу двете страни в спора. Помага му единствено младежът Джеф, с когото се запознават случайно при последното му пътуване, към когото Демпси изпитва бащински чувства, помагайки му да намери своята цел в живота…

## В ролите
| Актьор         | Роля                  |
| -------------- | --------------------- |
| Кърк Дъглас    | Демпси Рей            |
| Джийн Крейн    | Ред Боуман            |
| Клеър Тревър   | Айдъни                |
| Уилям Кембъл   | Джеф (Тексас) Джимсън |
| Ричард Боун    | Стив Майлс            |
| Джей Си Флипън | Страп Дейвис          |
| Мърна Хенсън   | Тес Касиди            |
| Еди Уолър      | Том Касиди            |
| Мара Кордей    | Мокасин Мери          |